# Mary E. Byrd
Mary Emma Byrd (15 novembre 1849 - 13 juillet 1934) est une éducatrice américaine considérée comme pionnière de l'enseignement en astronomie au niveau universitaire,. Ses contributions en astronomie incluent la détermination de positions de comètes par photographie.
C'est l'une des cinq premières femmes à se joindre à la New York Mathematical Society, qui devient plus tard la American Mathematical Society. Les quatre autres sont Charlotte Angas Scott (la première), Mary Watson Whitney de Vassar, Ellen Hayes de Wellesley et Amy Rayson, professeure de mathématiques et physique dans une école privée de New York.

## Publications
Elle est l'auteur de deux livres :
- Laboratory Manual in Astronomy, publié en 1899, et dont une réimpression est actuellement disponible chez BiblioLife,  (ISBN 978-1-110-12258-5)
- First Observations In Astronomy: A Handbook For Schools And Colleges, publié en 1913, et dont une réimpression est actuellement disponible chez Kessinger Publishing,  (ISBN 0-548-62274-4)

## Autres sources
- Bailey, Martha J. ; "Byrd, Mary Emma (1849–1934), astronomer". In American women in science, a biographical dictionary. Santa Barbara, Calif., ABC-CLIO, 1994. p. 46.; 1994
- Leonard, John William, editor-in-chief; "Byrd, Mary Emma". In Woman's who's who of America. A biographical dictionary of contemporary women of the United States and Canada. 1914-1915;  New York, American Commonwealth Co.; p. 152.; 1914